# Chiloglottis reflexa
Chiloglottis reflexa là một loài thực vật có hoa trong họ Lan. Loài này được (Labill.) Druce mô tả khoa học đầu tiên năm 1917.